# Rafael Martinez (politicus)
Rafael Martinez (Tubigon, 24 oktober 1873 - ?) was een Filipijns politicus.

## Biografie
Rafael Martinez werd geboren op 24 oktober 1873 in Tubigon in de Filipijns provincie Bohol. Hij was een zoon van Celestino Martinez en Carlota Corro. Martinez vertrok op 16-jarige leeftijd naar Spanje voor een opleiding. Hij studeerde zes jaar lang in Porcuna en Bilbao. Nadien reisde hij nog door China, Japan en enkele andere landen.
Na terugkeer in de Filipijnen had hij de leiding over zijn landgoed en ging hij tevens de politiek in. In 1934 werd hij namens het 1e kiesdistrict van Leyte gekozen tot lid van de Constitutionele Conventie, waar de Filipijnse Grondwet werd ontworpen en vastgesteld. In 1936 werd Martinez benoemd tot gouverneur van Leyte. Een jaar later werd hij bij verkiezingen gekozen voor deze positie.
Toen Norberto Romualdez sr. een week voor de verkiezingen van 1941 overleed aan een hartaanval werd Martinez door de Nacionalista Party in allerijl aangewezen tot diens vervanger. Ondanks zijn onbekendheid buiten zijn eigen provincie werd hij toch gekozen in de Senaat van de Filipijnen. Dit 2e Congres van de Filipijnse Gemenebest zou echter pas in 1945, na de Japanse bezetting, in zitting gaan. Martinez behoorde niet tot het groepje van acht senatoren, waarvan in 1945 bij loting werd bepaald dat hun termijn in de Senaat de maximale zes jaar zou duren tot 30 december 1947.
Martinez was getrouwd met Maria Cabañas en kreeg met haar vier kinderen.

### Boeken
- Miguel R. Cornejo (1939) Cornejo's Commonwealth directory of the Philippines, Encyclopedic ed., Manilla
- Zoilo M. Galang (1958) Encyclopedia of the Philippines, 3 ed. Vol XVII, E. Floro, Manilla
- Remigio Agpalo, Bernadita Churchill, Peronilla Bn. Daroy en Samuel Tan (1997), The Philippine Senate, Dick Baldovino Enterprises

### Websites
- Online Roster of Philippine Legislators, website Filipijns Huis van Afgevaardigden (geraadpleegd op 4 augustus 2015)
- Profiel Pelaez, website Filipijnse Senaat (geraadpleegd op 4 augustus 2015)